# Antonio Rigamonti
Antonio Rigamonti (Carate Brianza, 5 aprile 1949) è un ex calciatore italiano, di ruolo portiere.

## Carriera

### Giocatore
Cresciuto nel Lilion Snia Varedo, cominciò a muovere i primi passi nel calcio professionistico nelle file dell'Atalanta, facendo la riserva dapprima a Cometti e poi a Anzolin. La promozione in Serie A della squadra bergamasca nel 1971-1972 lo vide esordire nella massima serie in qualità di titolare, ma un incidente automobilistico lo tolse dai pali dopo 17 giornate.
Riprese l'attività agonistica l'anno successivo nella Cremonese in Serie C, riguadagnando il terreno perduto dopo il forzato stop che poteva compromettere seriamente la sua carriera.

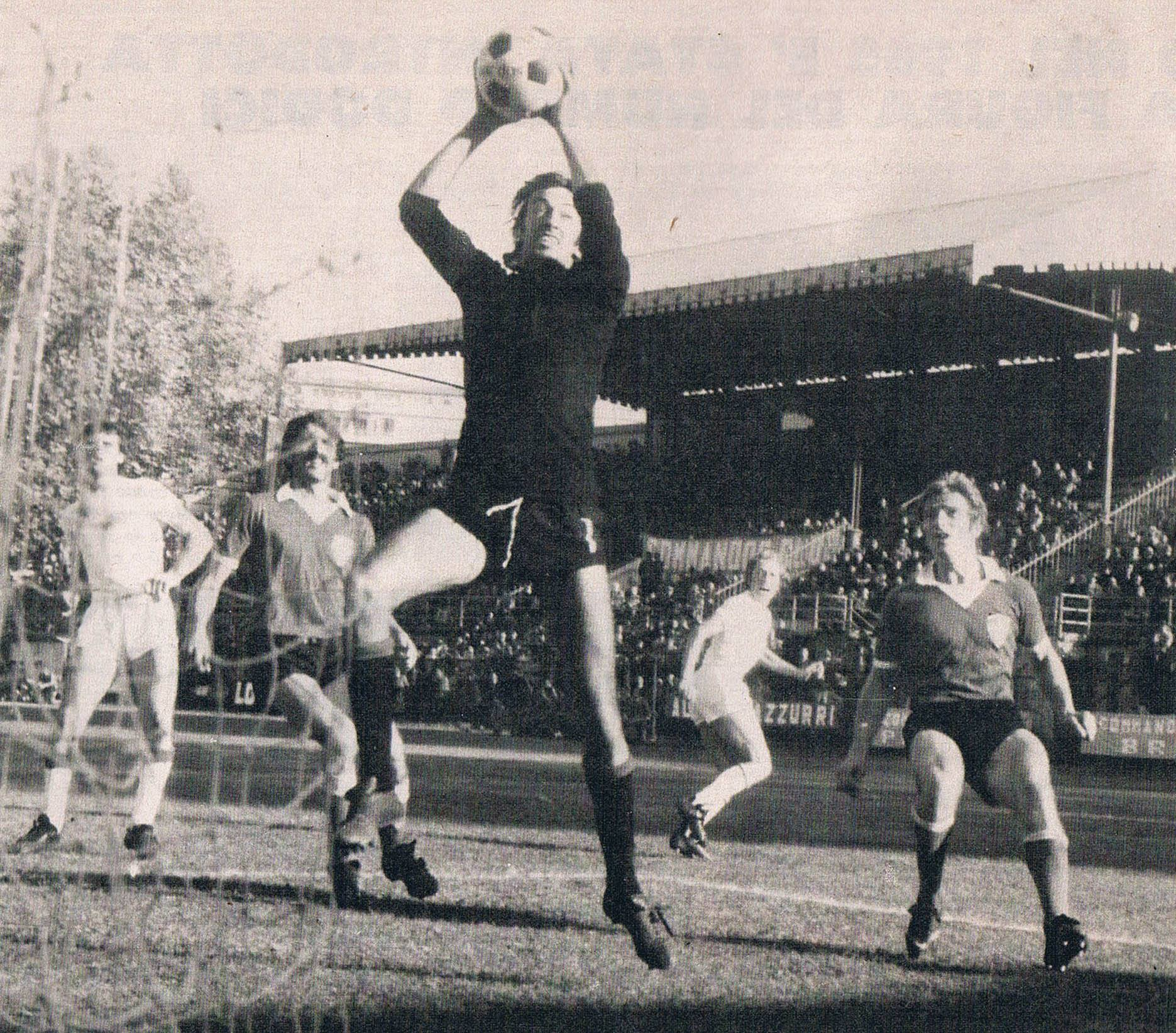
Rigamonti in presa alta al Como nel campionato di Serie B 1974-1975

Nel 1974 si trasferì al Como dove risultò tra i protagonisti della scalata che portò la squadra lariana a riconquistare la Serie A dopo il quadriennio 1949-1953. Nel periodo trascorso a Como Rigamonti fu designato come rigorista dall'allenatore Marchioro, riuscendo così a realizzare 6 rigori, 3 dei quali in Serie A (secondo marcatore di sempre fra i portieri nella massima serie, nonché recordman assoluto nel ruolo in serie B, anche in questo caso con 3 reti).
Il buon campionato 1975-1976 gli valse l'interessamento del Milan, che lo acquistò l'anno successivo come riserva di Albertosi. Chiuso dal compagno di squadra, Rigamonti trascorse tre anni in panchina collezionando solo 2 apparizioni in campionato e alcune presenze in Coppa Italia. La squalifica di Albertosi a causa dello scandalo del calcio scommesse del 1980 gli permise di disputare da titolare le ultime 10 partite congedandosi così da San Siro.
L'anno successivo, infatti, venne ceduto al Varese in Serie B e nel 1981 scese nell'Interregionale, disputando una stagione con il Terranova, prima di risalire la china con il Messina in Serie C2 e rivestire la maglia della Cremonese, con la quale tornò a giocare nella massima serie, sia pure in qualità di riserva di Borin. Chiuse la carriera in Serie C2 con l'Akragas.

## Dopo il ritiro
Oggi Rigamonti è il preparatore dei portieri del settore giovanile del Meda e Sovicese. Prima di questa esperienza ha collaborato per diversi anni con le società Seregno a livello di settore giovanile e Albiatese, sia a livello di prima squadra che di settore giovanile.

## Palmarès
- Coppa Italia: 1

Milan: 1976-1977
- Campionato italiano: 1

Milan: 1978-1979
- Campionato italiano Serie C2: 1

Messina: 1982-1983 (girone D)